# Periconia funerea
Periconia funerea är en svampart som först beskrevs av Vincenzo de Cesati, och fick sitt nu gällande namn av E.W. Mason & M.B. Ellis 1953. Periconia funerea ingår i släktet Periconia, ordningen Pleosporales, klassen Dothideomycetes, divisionen sporsäcksvampar och riket svampar.   Inga underarter finns listade i Catalogue of Life.